# Rudolf Takáč
Rudolf Takáč (* 29. ledna 1947) je bývalý slovenský fotbalový obránce.

## Fotbalová kariéra
V československé lize hrál za Inter Bratislava, kde působil v letech 1971–1974. Nastoupil ve 38 prvoligových zápasech.

## Ligová bilance
| Ročník                                     | Zápasy | Góly | Minuty | Klub             |
| ------------------------------------------ | ------ | ---- | ------ | ---------------- |
| 1. československá fotbalová liga 1970/1971 | 12     | 0    | 1 080  | Inter Bratislava |
| 1. československá fotbalová liga 1971/1972 | 18     | 0    | 1490   | Inter Bratislava |
| 2. československá fotbalová liga 1972/1973 | –      | –    | –      | Inter Bratislava |
| 1. československá fotbalová liga 1973/1974 | 8      | 0    | 628    | Inter Bratislava |
| CELKEM                                     | 38     | 0    | 3 198  |                  |